# Pioneer 11
A sonda espacial Pioneer 11 foi uma das primeiras sondas do programa de exploração espacial da NASA. Foi lançada do Cabo Canaveral, Estados Unidos, em 6 de abril de 1973. Depois de atravessar com êxito o cinturão de asteroides 19 de abril de 1974, chegou em 1 de setembro de 1979 a Saturno, tomando as primeiras fotografias a curta distância do planeta, onde pôde descobrir novas luas e anéis. Depois de seu encontro com Saturno, prosseguiu sua rota para o exterior do sistema solar, estudando as partículas energéticas do vento solar.
Não existe mais a comunicação com a nave, os últimos dados foram recebidos em 24 de novembro de 1995.

## História
O projeto para a construção das duas sondas Pioneer 10 e Pioneer 11 foi aprovado em 1969. Cedendo a múltiplas propostas durante a década de 1960 os objetivos iniciais da missão foram definidos:
- Explorar o meio interplanetário para além da órbita de Marte;
- Investigar a natureza do cinturão de asteroides do ponto de vista científico e avaliar eventuais perigos a correr de missões para os planetas exteriores;
- Explorar o ambiente de Júpiter.

Após o planejamento do encontro com Saturno, muitos outros objetivos foram  acrescentados:
- Mapear o campo magnético de Saturno, sua intensidade, direção e estrutura;
- Determinar como muitos elétrons e prótons de várias energias são distribuídas ao longo da trajetória da nave através do sistema de Saturno;

- Mapear a interação do vento solar com o sistema de Saturno;
- Medir a temperatura da atmosfera de Saturno e Titã, a grande lua de Saturno;
- Mapear a estrutura térmica da atmosfera de Saturno através de observações no infravermelho acoplada com rádio de ocultação de dados;
- Obter e digitalizar as imagens do sistema de Saturno em duas cores e durante a sequência de medidas de polarimetria no encontro com o planeta;
- Sondar o sistema de anéis e atmosfera de Saturno com ondas de rádio na banda S;
- Determinar com maior precisão a massa de Saturno e seus satélites maiores por observações precisas dos efeitos de seus campos gravitacionais sobre o movimento da nave espacial;
- Como um precursor para a missão Marineer Júpiter/Saturno, verificar o ambiente do plano do anel para descobrir onde ele pode ser seguramente cruzado pela sonda Marineer sem graves danos.

Muitos elementos e a experiência com as sondas Pioneer 11 e 10 provou ser fundamental para as sondas Voyager 1 e Voyager 2, que obtiveram bastante sucesso em seus objetivos e missões.

## Design e estrutura

### Placa Pioneer
Uma placa de ouro-alumínio foi anexada na Pioneer 11 e outra na sua sonda irmã Pioneer 10. Foram criadas no caso de uma forma de vida inteligente de outros lugares do universo conseguirem achar ou interceptar a sonda. A placa mostra dois humanos, um masculino e outro feminino, além de símbolos que mostram a localização da origem da sonda, a Terra.

### Controle de altitude e propulsão
A nave tinha seis propulsores de 4,5 newtons cada, eles utilizavam hidrazina, a referencia para a Terra era a estrela Canopus e dois sensores solares.

### Comunicação
A sonda espacial incluía um sistema redundante de transceptores, um ligado à antena de alto ganho, o outro para uma antena omni e uma antena de médio prazo. Cada transmissor tinha 8 watts e transmite dados em toda a banda S com 2 110 MHz para o uplink da Terra e 2 292 MHz para downlink para a Terra com a Deep Space Network rastrear o sinal. Antes da transmissão de dados, utilizou um codificador convolucional, uma forma de correção de erro, para evitar o envio de dados corrompidos.

### Energia elétrica
A energia para a sonda provinha de quatro RTGs SNAP-19 que estavam posicionadas a três metros por uma antena, no lançamento a nave recolhia 155 Watts dos RTGs, quando chegou a Júpiter a potencia era de 140 watts, eram necessários 100 watts para que a sonda funcionasse corretamente.

### Computador
Grande parte do cálculo para a missão na Terra foi realizada e transmitida para a sonda, onde foi capaz de reter na memória, até cinco comandos dos 222 possíveis entradas pelos controladores de terra. A sonda inclui dois decodificadores de comando e uma unidade de distribuição de comando, uma forma muito limitada de processador, para operações diretas na nave espacial. Este sistema exige que os operadores da missão preparem os comandos muito antes de transmiti-las para a sonda. Uma unidade de armazenamento de dados foi incluído para gravar até 6 144 bytes de informações recolhidas pelos instrumentos. A unidade de telemetria digital seria então usada para preparar os dados coletados em um dos possíveis formatos dos treze antes de transmiti-lo de volta à Terra.

### Instrumentos científicos
| Helio Magnetometro Vetor (HVM)          | |
|                                         | Mede a estrutura fina do campo magnético interplanetário, mapeou o campo magnético de Júpiter e as interações deste com o vento solar. - Principal investigador: Edward Smith / JPL - Data: PDS/PPI data catalog, NSSDC data archive |
| Analizador de Plasma Quadrilátero       | |
|                                         | Tinha a função de analisar as particulas carregadas provenientes do Sol. - Principal investigador: Aaron Barnes / NASA Ames Research Center (archived website) - Data: PDS/PPI data catalog, NSSDC data archive |
| Detector de partículas Carregadas (CPI) | |
|                                         | Detectava raios cósmicos dentro do sistema solar. - Principal investigador: John Simpson / University of Chicago - Data: NSSDC data archive |
| Telescópio de Raios Cósmicos (CRT)      | |
|                                         | Reúne dados sobre as partículas carregadas dos raios cósmicos, sua energia e escala. - Principal investigador: Frank McDonald / NASA Goddard Space Flight Center - Data: PDS/PPI data catalog, NSSDC data archive |
| Tubo de Telescópio de Geiger (GTT)      | |
|                                         | Pesquisa a instensidade, espectro de energia e distribuição angular de elétrons e prótons ao longo do caminho. - Principal investigador: James Van Allen / University of Iowa (website) - Data: PDS/PPI data catalog, NSSDC data archive, NSSDC Jupiter data archive |
| Detector de Radiação (TRD)              | |
|                                         | Detecta a luz emitida em determiada direção, elétrons com energia entre 100 e 400 KeV e prótons entre 50 a 350 MeV. - Principal investigador: R. Fillius / University of California San Diego - Data: NSSDC hourly data archive, NSSDC Saturn data archive |
| Detector de Meteoros                    | |
|                                         | Doze paineis para detectar pequenos mateoritos e registrar impactos contra eles.. - Principal investigador: William Kinard / NASA Langley Research Center - Data: NSSDC data archive list |
| Detector de Asteróides/Meteoros (AMD)   | |
|                                         | Detecta pequenos Asteróides e meteoros atraves de quatro telescópios. - Principal investigador: Robert Soberman / General Electric Company - Data: NSSDC data archive list |
| Fotometro Ultravioleta                  | |
|                                         | Usa a luz ultravioleta para detectar a quantidade hidrogênio no espaço e em Júpiter. - Principal investigador: Darrell Judge / University of Southern California - Data: PDS/PPI data catalog, NSSDC data archive |
| Fotopolarimetro de Imagem (IPP)         | |
|                                         | O experimento de imagem depende da rotação da nave espacial para varrer um pequeno telescópio, em todo o planeta em tiras estreitas apenas 0,03 graus de largura, olhando para o planeta azul e luz vermelha. Essas tiras foram processados para criar uma imagem visual do planeta. - Principal investigador: Tom Gehrels / University of Arizona - Data: NSSDC data archive list |
| Radiometro Infravermelho                | |
|                                         | Recolhe informações sobre a temperatura de nuvens e da produção de calor em Júpiter. - Principal investigator: Andrew Ingersoll / California Institute of Technology |

| {{{caption}}}         |
| Design da Pioneer 11. |

| {{{caption}}}                       |
| Teste de estabilização por rotação. |

| {{{caption}}}                         |
| A Placa da Pioneer fixa junto a Nave. |

| {{{caption}}}                                   |
| Pioneer 11 sendo encapsulada para o lançamento. |

 Media relacionados com Pioneer 11 no Wikimedia Commons

## Estado atual
Em Maio de 2010, a sonda encontrava-se a 80,8 UA do Sol a uma velocidade relativa de 11,4 km/s, na constelação do Escudo.
Em torno de 14 000 anos ou mais, a sonda ultrapassará os limites da Nuvem de Oort, caso não aconteça nenhum dano físico que a comprometa, se libertando definitivamente da influência solar.